# Miltenberg
Miltenberg, ou Miltemberga em português, é uma cidade da Alemanha, localizada no distrito de Miltenberg, no estado de Baviera.